# Що це за дивні краплі крові на тілі Дженніфер?
«Що це за дивні краплі крові на тілі Дженніфер?» — італійський кінофільм-трилер 1972 року, знятий режисером Джуліано Карнімео, з Едвіж Фенек у головній ролі.

## Сюжет
У ліфті одного з елітних будинків убито повію. Труп убитої дівчини виявляє танцівниця, яку невдовзі також вбивають. Потім у квартиру вбитої дівчини, що звільнилася, на пропозицію молодого архітектора в'їжджає разом зі своєю подругою модель Дженніфер. У справі про вбивства організується поліцейське розслідування, яке мало чого досягає. А в цей час на Дженніфер починає полювати маніяк у чорному одязі та гумових жовтих рукавичках на руках.

## У ролях
- Едвіж Фенек: Дженніфер Остерманн
- Джордж Хілтон: Андреа
- Паола Куаттріні: Мерилін
- Джамп'єро Альбертіні: комісар
- Франко Агостіні: агент Реді
- Оресте Ліонелло: фотограф
- Бен Карра: Адам
- Карла Брейт Майзар Гаррінгтон
- Марія Тедеші: місіс Мосс

## Знімальна група
- Режисер: Джуліано Карнімео
- Сценарій: Ернесто Гастальді
- Продюсер: Лучано Мартіно
- Оператор: Стельвіно Массі
- Композитор: Бруно Ніколаі[it]
- Художник: Карло Лева
- Монтаж: Еудженіо Алабізіо
- Грим: Сільвіо Лауренці